# Thalatine Lake
Der Thalatine Lake ist ein kleiner See an der Ingrid-Christensen-Küste des ostantarktischen Prinzessin-Elisabeth-Lands. Er liegt dort in den Vestfoldbergen. Charakteristische Merkmale sind seine wellenförmigen Strände am Westufer und ein ebensolcher Kiesstrand am südlichen Ende.
Australische Wissenschaftler benannten ihn 1984 nach dem translitierten arabischen Wort für „dreißig“, was die Anzahl der Strände des Sees widerspiegeln soll.